# مسجد ضرابی
مسجد ضرابی (انگلیسی: Zarrabi Mosque) یک مسجد تاریخی در شهر گنجه جمهوری آذربایجان است. این مسجد در سده نوزدهم میلادی ساخته شد و با فرمان شماره ۱۳۲ که در تاریخ ۲ اوت ۲۰۰۱ میلادی توسط کابینه وزیران جمهوری آذربایجان صادر شد، در فهرست آثار تاریخی و فرهنگی با اهمیت محلی جای گرفت.

این ساختمان که در سال ۱۹۲۸ میلادی به‌عنوان مسجد رها شد، به‌عنوان محل سکونت مورد استفاده قرار گرفت و سپس بازسازی شد و برای استفاده در تئاتر دولتی گنجه مورد استفاده قرار گرفت.